# Büyük Birlik Partisi
Die Büyük Birlik Partisi (Kurzbezeichnung: BBP, türkisch für „Partei der Großen Einheit“ oder „Große Einheitspartei“) ist eine rechtsextreme islamistisch-nationalistische politische Partei in der Türkei. Ihr Gründungsvorsitzender Muhsin Yazıcıoğlu starb im März 2009 bei einem Hubschrauberabsturz.

## Entstehung
Die BBP entstand, als der radikale Flügel der „Partei der Nationalistischen Bewegung“ – so hieß die Milliyetçi Hareket Partisi zwischenzeitlich – um den Abgeordneten Muhsin Yazıcıoğlu sich am 7. Juli 1992 von der Partei lossagte und schließlich auf dem „historischen Entscheidungsparteitag“ die Gründung einer neuen Partei ankündigte. Am 29. Januar 1993 wurde die „Partei der Großen Einheit“ offiziell gegründet. Sie betrachtet sich laut eigener Website als wahre Erbin der nationalistischen MHP und fühlt sich als Teil der türkischen „Idealisten“-Bewegung, aus deren Reihen der Vorsitzende Yazıcıoğlu hervorging.

## Parteiprogramm und Satzung

### Der Islam
Die Partei versteht den Islam als die Religion, die Wohlstand, Frieden und Gerechtigkeit bringe. Er bedeute Ehre und Glück. Gleichzeitig sei der Islam eine heilige Quelle der Kraft. Der Islam habe den Menschen die grundlegende Verfassung (düstur) gebracht und zeige die Richtung auf.

Die BBP betonte in ihrem Programm aus dem Jahre 1993 den Islam als das Hauptelement ihrer türkisch-islamischen Identität. Harald Schüler gibt die Passage folgendermaßen wieder: 

„Quelle und Fundament unseres Politikverständnisses sind unser Glaube und unsere kulturellen Werte, die unsere Nation über Jahrhunderte aufrechterhalten haben und gewährleisteten, dass wir in der Geschichte einen ehrenvollen Platz einnehmen. Unser Glaube, der das bestimmende Element unserer muslimisch-türkischen Identität ist, gibt uns jene unverzichtbaren Prinzipien an die Hand, die gewährleisten, dass unsere Nation heute und Zukunft jenen Platz einnehmen wird, der ihr zusteht.“

 Im aktuellen Parteiprogramm heißt es ferner, die politische Elite der Türkei habe sich nicht um die Belange Gottes und des Volkes gekümmert, sondern um das Wohl des Westens.

### Laizismus
Laut Parteiprogramm ist Laizismus gleichbedeutend mit der Neutralität des Staates gegenüber der Religion. Laizismus umfasse ferner das Recht auf freie Meinungsäußerung und auf freie Ausübung des religiösen Glaubens, insbesondere auch die Teilnahme an religiösen Zeremonien und das Recht auf religiöse Schulung.

### Nationalismus und Nicht-Türken
Die wirtschaftliche und soziale Zusammenarbeit mit der „türkischen Welt“ wird als Ziel formuliert. Die Türkei und „ihre Volksgenossen im Osten,“ würden zu einem Tageslöhner für die Interessen des Westens, der zudem noch die „heruntergekommenen Werte“ des Westens vertrete.
Nationalismus, der auf dem „Prinzip der Rasse“ besteht, wird laut Parteiprogramm abgelehnt. Kurden werden nicht als eigenständiges Volk, sondern als „Brüder, die demselben unteilbaren Volk angehören,“ betrachtet.
Muhsin Yazıcıoğlu bestätigte das Ziel des BBP für die Türkei mit den Worten: "Unsere Sache ist: "Wir lieben die Schöpfung wegen des Schöpfers". Wir trennen keine Menschen als Laz, Tscherkessen oder Kurden, wir werden sie nicht trennen. Wir sind Menschen, die im selben Land und unter der gleichen Flagge leben. Kurden sind unser Bruder, PKK ist unser Feind. Wir müssen diesen Unterschied sehen. Wir sind gegen Banden, die Mafia und eine Junta. Wir wollen echte Abgeordnete in der TBMM haben. Lassen Sie die Gesetzgebung, die Exekutive, die Justiz getrennt sein. Grenzen Sie die Immunitäten ein. Lassen Sie die Rede der Politiker auf dem Podium frei sein. Die Partei des Politikers, der seine Meinung abgegeben hat, sollte nicht geschlossen werden." Über Ergenekon-Prozess sagte er: "Wenn es eine Junta gibt, wenn es eine Bande gibt, lass alles eingraviert werden. Lasst die Türkei wirklich ein demokratisches Land sein".

## Rechtsextremismus und Antisemitismus
Laut verschiedenen Verfassungsschutzberichten wird die BBP als rechtsextrem und als Teil der Bewegung der Grauen Wölfe angesehen, die eine „rassistisch-nationalistische Orientierung“ habe und für „Gewaltbereitschaft und totalitäre Strukturen“ stehe. Islamwissenschaftler Michael Kiefer sieht im Programm der BBP Ähnlichkeiten zur deutschen NPD. Andere Experten sprechen außerdem von antisemitischen und militanten Tendenzen. Die Frankfurter Allgemeine Zeitung betrachtet die BBP als „extrem nationalistisch.“

### Ermordung von Hrant Dink
Der BBP wird nachgesagt, am Mordkomplott gegen den armenischstämmigen Publizisten Hrant Dink im Jahr 2007 beteiligt gewesen zu sein. Es stellte sich heraus, dass der gegenwärtige Vorsitzende der BBP in Trabzon der Familie des mutmaßlichen Anstifters Yasin Hayal Geld überwiesen hatte, als dieser wegen eines Anschlags auf eine McDonald's-Filiale in Haft saß. Die Parteiführung behauptete, es habe sich um eine „Spende für einen Bedürftigen“ gehandelt, die nichts mit dem Mord zu tun gehabt habe.

### Ship-to-Gaza-Zwischenfall
Beim Ship-to-Gaza-Zwischenfall am 31. Mai 2010 waren auf der „Mavi Marmara“ 581 Aktivisten des Free Gaza Movement und anderer Organisationen, darunter etwa 400 türkische Staatsbürger. Unter ihnen waren Vertreter der Büyük Birlik Partisi.

## Wahlergebnisse
Die BBP erzielte bei den Kommunalwahlen in der Türkei 1994 landesweit 0,43 Prozent der Stimmen und stellte insgesamt elf Bürgermeister in der gesamten Türkei. Lokale Hochburgen der BBP bei den Provinzratswahlen im gleichen Jahr waren die Provinzen Sivas (18 %) und Kahramanmaraş. Harald Schüler führt dies darauf zurück, dass Sivas die Heimatprovinz des Vorsitzenden Yazıcıoğlu ist und dass die Partei den politisch-religiösen Gegensatz zwischen Aleviten und Sunniten erfolgreich instrumentalisiert. Landesweit errang sie einen Stimmenanteil von 1,26 Prozent.
Durch ein Wahlbündnis mit der Anavatan Partisi (ANAP) konnten bei den vorgezogenen Neuwahlen 1995 sieben Abgeordnete der BBP für die ANAP in die Große Nationalversammlung der Türkei einziehen. Ein Jahr später scheiterte das Wahlbündnis und die Abgeordneten kehrten der ANAP den Rücken. Bei den Parlamentswahlen 2002 lag der Stimmenanteil der BBP bei 1,02 Prozent. 2006 stellte die BBP elf Bürgermeister, drei davon in der Provinz Trabzon, zwei in der Provinz Sivas. Bei den Parlamentswahlen 2007 kandidierte Muhsin Yazıcıoğlu als Unabhängiger und wurde direkt ins Parlament gewählt.
Bei der Parlamentswahl 2018 einigte man sich mit der AKP (im Rahmen des Wahlbündnisses) darauf, dass einige Kandidaten der BBP über AKP-Wahllisten ins Parlament gewählt werden sollen. Dadurch schaffte es der Parteivorsitzende Destici, einen Posten als Abgeordneter zu erlangen.

## Organe und Nebenorganisationen
Höchstes Parteiorgan ist der „Große Parteitag“ (Büyük Kurultay). Er tritt all zwei Jahre zusammen. Zwischen den Parteitagen ist das „Zentrale Entscheidungspräsidium“ (Merkez Karar Yönetim Kurulu) die höchste Parteiinstanz. Es besteht aus 80 Haupt- und 40 Ersatzmitgliedern. Vorsitzender des Präsidiums ist der Parteivorsitzende. Der „Vorstand“ (Başkanlık Divanı) führt die Tagesgeschäfte. Ihm gehören der Vorsitzende, der Generalsekretär und die stellvertretenden Vorsitzenden an. Es existiert ferner ein „Zentraler Disziplinarrat“ (Merkez Disiplin Kurulu) bestehend aus neun Haupt- und neun Ersatzmitgliedern, die auf dem „Großen Parteitag“ gewählt werden. Der „Allgemeine Beirat“ (Genel İstişare Kurulu) besteht aus Präsidium, Vorstand, Disziplinarrat, Gebietskoordinatoren, Vorsitzenden der Frauen- und Jugendverbände, den Provinzvorsitzenden, den Bürgermeistern und weiteren Mitgliedern, die vom Vorstand bestimmt werden.

### Verband der türkischen Kulturvereine in Europa
In Europa ist die BBP durch den „Verband der türkischen Kulturvereine in Europa“ (Avrupa Türk Birliği, ATB) vertreten. Die Organisation entstand 2002 als Nachfolgerin der Avrupa Nizam-ı Alem Ocakları Federasyonu (ANOF). Seit 2011 ist Erol Yazıcıoğlu Vorsitzender. Die Webseite atb-europa.com erklärt: 

„Wer seine Religion leugnet, ist nichts, wer seinen Stamm leugnet, ein Bastard“

 Außerdem behaupten sie: 

„Nationalismus ist unser Blut, das Wesen des Grauen Wolfes unser Stamm, auf dem Wege ALLAHs ist unser Weg eins. Wir sind die ALPERENs, die Enkel der Osmanen. Für die rote Fahne mit dem Halbmond und Stern geben wir unser Leben.“

### DieAlperen Ocakları
Die Jugendverbände der BBP nennen sich Alperen Ocakları (ocak bedeutet „Herd“ aber in diesem Sinne wird es als „Unterschlupf“ oder „Versammlungsort“ angewendet). Ihr Istanbuler Vertreter, Kürşat Mican, trat im Juni 2016 durch homophobe Äußerungen hervor, indem er Organisatoren und Teilnehmer des geplanten Gay Pride Istanbul als „Degenerierte“ bezeichnete. An die für die Zulassung der Parade zuständigen Stellen wandte er sich mit folgender Bemerkung: „Liebe Offizielle, bringt uns nicht dazu, dass wir uns um sie kümmern müssen. Entweder ihr tut, was getan werden muss, oder wir werden das übernehmen. Wir sind bereit, jedes Risiko einzugehen. Wir werden die Parade davon abhalten, stattfinden zu können.“ Das Amt des Gouverneurs teilte später mit, dass die traditionelle Parade in der Istanbuler Einkaufsmeile İstiklal Caddesi „aus Sorge um die Sicherheit von Teilnehmern und Bürgern und zum Schutz der öffentlichen Ordnung“ nicht genehmigt werde.